# Šejla Kamerić
Pour les articles ayant des titres homophones, voir Kamerik et Kamerijk.
Šejla Kamerić, née en 1976 à Sarajevo, est une artiste visuelle bosniaque.

## Biographie
Šejla Kamerić naît en 1976 à Sarajevo, en Bosnie-Herzégovine. Enfant, elle vit à Dubaï où son père travaille comme entraîneur de volley-ball. Sa famille retourne à Sarajevo à la suite des guerres yougoslaves. Lorsque la guerre en Bosnie-Herzégovine commence, Šejla Kamerić n'a que 16 ans avec une carrière réussie en tant que mannequin pour des magazines et des marques de mode locaux et internationaux et elle poursuit sa carrière de mannequin pendant les premières années de la guerre. Pendant le siège de Sarajevo, elle est diplômée de l'école supérieure des arts appliqués et s'inscrit à l'Académie des beaux-arts de Sarajevo, et est diplômée du département de design graphique après la guerre. Entre 1994 et 1997, elle travaille avec le groupe de design Trio, un groupe de jeunes artistes qui ont notamment conçu la série de cartes postales Greetings from Sarajevo (1993) afin d'attirer l'attention internationale sur la situation atroce dans Sarajevo assiégé. En 1997, elle commence à exposer régulièrement à Sarajevo et à l'international. Durant cette période et jusqu'en 2000, elle est directrice artistique de l'agence de publicité Fabrika. Depuis 2003, elle est membre du Parlement culturel européen. Elle reçoit la bourse du DAAD Artists-in-Berlin Program en 2007, et elle continue à vivre et à travailler à Berlin en tant qu'artiste indépendante. En 2011, Šejla Kamerić reçoit le prix ECF Routes Princess Margriet for Cultural Diversity. Aujourd'hui, elle vit et travaille entre Sarajevo et Berlin.

## Pratique artistique
Šejla Kamerić travaille avec divers supports tels que le cinéma, la photographie, les objets ou le dessin.

## Expositions et projections
En 1997, Kamerić expose son travail pour la première fois à l'exposition annuelle organisée par le Centre d'art contemporain de Sarajevo (SCCA),, et organisée par sa directrice, l'historienne de l'art Dunja Blažević. Au cours des années suivantes, Kamerić travaille en étroite collaboration avec Blažević et continue de collaborer avec SCCA,,. Au cours de cette période, Kamerić commence d'exposer à l'international. En 2000, elle est invitée à la Manifesta III (intitulée Borderline Syndrom),, à Ljubljana, en Slovénie. Pour cette occasion, elle réalise l'installation EU/Others, qui reçoit une reconnaissance internationale et fera partie de la collection de la TATE Modern.
Depuis, Kamerić réalise de nombreuses installations et interventions dans l'espace public comme Closing The Border (2002), Bosnian Girl (en) (2003), Pink Line vs. Green Line (2006), Ab uno disce omnes (2015), BFF (2015) et SUMERINOOVER (2014–2020).
Les œuvres de Kamerić ont été présentées dans des expositions personnelles dans des institutions artistiques prestigieuses telles que Portkus à Francfort-sur-le-Maine (2004) ; Galerie im Taxispalais à Innsbruck (2008) ; mumok à Vienne, Röda Sten Center for Contemporary Art and Culture à Göteborg, Wip : Konsthall à Stockholm et Centre Pompidou à Paris (2010) ; Musée d'art contemporain de Zagreb, Camera Austria à Graz, ArtAngel à Londres et MACBA, Barcelone (2011) ; MG+MSUM - Museum of Contemporary Art à Ljubljana, Museum of Contemporary Art à Belgrade, Kunsthaus Graz, Sharjah Art Foundation - Sharjah Art Museum et CAC Contemporary Art Center à Vilnius (2012).
Son premier court métrage What Do I Know a été créé dans la section Corto Cortissimo du Festival international du film de Venise en 2007 et a été projeté depuis dans plus de 40 festivals de films internationaux. Le film a reçu le prix du meilleur court métrage au 5e Festival du film de Zagreb en 2007 et du meilleur film de fiction au Festival international du film d'Adana en 2008. Un projet de film collaboratif 1395 Days Without Red, réalisé avec Anri Sala et Ari Benjamin Meyers (en) et produit par ArtAngel a été présenté en première au Manchester International Festival en 2011. La même année, le film a été projeté au 17e Festival du film de Sarajevo ; Musée d'Art contemporain de Barcelone (MACBA), Barcelone et Musée d'art contemporain (MSU) de Zagreb. En 2015, Kamerić a collaboré avec le réalisateur thaïlandais Anocha Suwichakornpong sur un court métrage, Thursday, qui a été présenté en première au 44e Festival international du film de Rotterdam 2015.
Kamerić a participé à de nombreuses expositions collectives : The Real, The Desperate, The Absolute, Forum Stadtpark, Steirischer Herbst Festival, Graz, (2001) ; Cent ans d'art contemporain de Bosnie-Herzégovine, Galerie nationale de Bosnie-Herzégovine, Sarajevo (2001) ; Biennale de Prague ; Les Gorges des Balkans, Kunsthalle Fridericianum, Kassel (2003) ; Passage d'Europe, Musée d'Art Moderne, Saint-Étienne (2004) ; Tabou / Biennale de Tirana (2005) ; 15e Biennale de Sydney (2006) ; Contes du temps et de l'espace, 1re triennale de Folkestone, Folkestone, (2008) ; Biennale Baltique d'Art Contemporain, Szczecinie (2009) ; Gender Check: Femininity and Masculinity in the Art of Eastern Europe, Museum Moderner Kunst Stiftung Ludwig Wien (mumok) à Vienne et Galerie nationale d'art Zachęta, Varsovie (2010) ; Biennale de Gwangju (2012) ; Musée métropolitain de la photographie de Tokyo (2013) ; Hannah Ryggen Triennale, Musée national des arts décoratifs et du design, Trondheim (2016) ; The Restless Earth, Fondation Nicola Trussardi et la Triennale di Milano (2017) ; The Warmth of Other Suns: Stories of Global Displacement, The Phillips Collection en partenariat avec le New Museum, Washington, DC ; 2e Biennale d'art contemporain de Coventry, Coventry; 4e Berliner Herbstsalon, Théâtre Maxim Gorki, Berlin (2019).

## Œuvres et films

### Œuvres
- 1999 : Zauzeto/Occupied
- 2000 : EU/Others
- 2001 : Basics
- 2002 : Closing the Border
- 2002 : Dream House
- 2003 : Bosnian Girl
- 2004 : FREI
- 2004 : Imagine
- 2004 : Untitled/Daydreaming
- 2005 : Pink Line vs Green Line
- 2005 : Sorrow
- 2006 : 30 Years After
- 2006 : Pink Line vs. Green Line
- 2008 : I Remember I Forgot
- 2009 : If I Sleep It Will Be Double
- 2010-2012 : Hooked
- 2011-2012 : Red Carpet
- 2012 : Ballot Box
- 2012 : Measure
- 2013 : June Is June Everywhere
- 2013-2019 : Fragile Sense of Hope (Xglass)
- 2014 : SUMMERISNOTOVER
- 2014 : Missing
- 2015 : Ab uno disce omnes
- 2015 : BFF
- 2015 : Embarazada
- 2015 : Liberty
- 2017 : Maze
- 2018 : Keep Away From Fire
- 2019 : We Come With A Bow
- 2019 : Behind the Scenes I

### Films
- 2007 : What do I know
- 2010 : Glück
- 2011 : 1395 Days Without Red (en collaboration avec Anri Sala et Ari Benjamin Meyers (en))
- 2013 : Apollo - The First War Cinema (en collaboration avec Almir Palata et Mark Casans)
- 2013 : Shifts
- 2015 : Thursday (en collaboration avec Anocha Suwichakornpong)

## Récompenses et distinctions
- 2004 : Prix ONFURI, National Art Gallery de Tirana
- 2004 : Sloboda/Freedom Award, International Peace Center (Festival d'hiver de Sarajevo) à Sarajevo
- 2005 : Special Award, Salon du 46 octobre à Belgrade (en collaboration avec Uroš Đurić pour le travail Parallel Life)
- 2007 : Prix du meilleur court métrage au 5e Festival du film de Zagreb
- 2007 : Prix du meilleur film de fiction au 15e Festival international du film d'Adana
- 2007 : Bourse de résidence d'artiste DAAD-Berlin[1],[2]
- 2011 : Prix ECF Routes Princesse Margriet pour la diversité culturelle[3]

## Collections
Les œuvres de Šejla Kamerić sont présentes dans de nombreuses collections à travers le monde, telles que la TATE Modern (Londres), le Musée d'Art moderne (Paris), le MACBA (Musée d'Art contemporain de Barcelone), le musée Boijmans Van Beuningen (Rotterdam), le Musée d'Art contemporain (Zagreb), Kontakt, La collection d'art du groupe Erste et de la Fondation ERSTE (en) (Vienne), l'Art Collection Telekom (Bonn), la Vehbi Koç Foundation Contemporary Art Collection (2007) (en) (Istanbul), exposition permanente au Srebrenica Genocide Memorial - Memorial Center Potočari  (Srebrenica), entre autres.

Œuvres de Šejla Kamerić
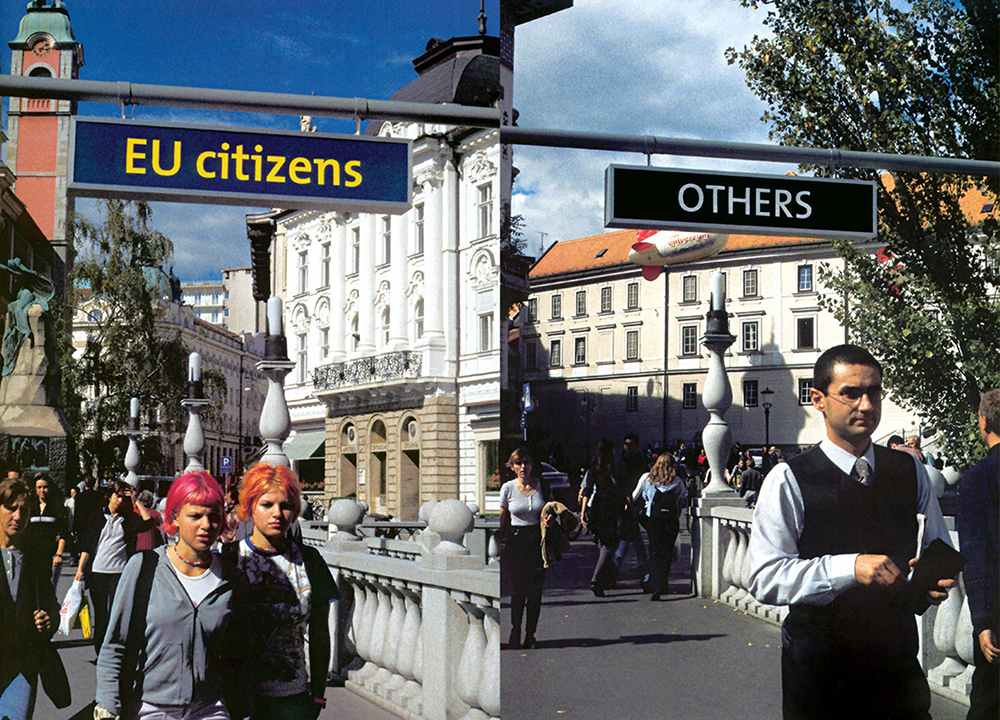
EU-Others (2000), vue de l'installation à la Manifesta III, Tromostovje (Triple Pont), Ljubljana, Slovénie.
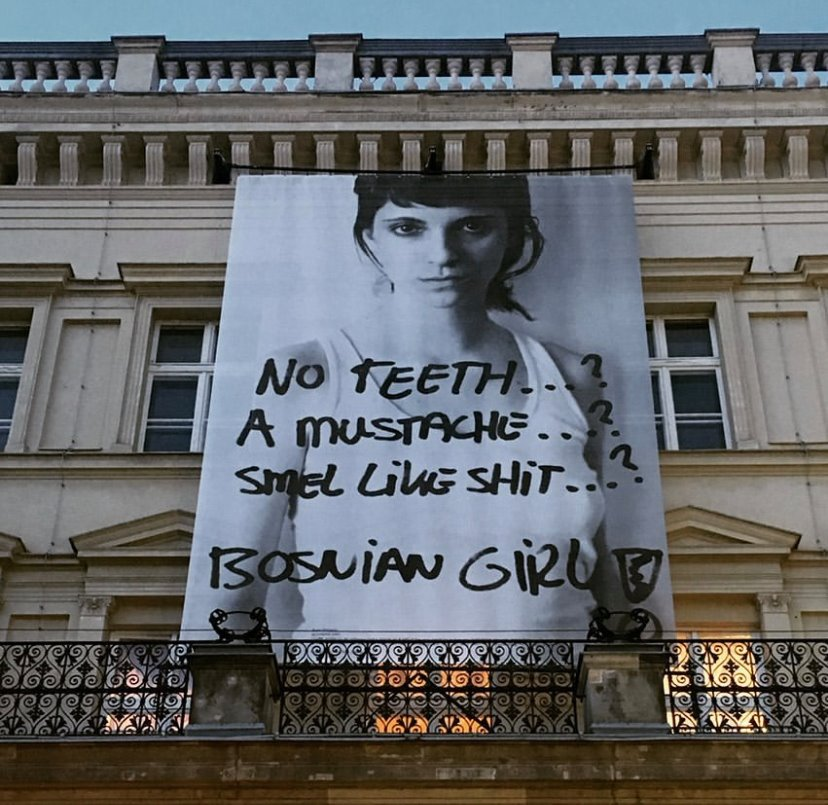
Bosnian Girl (en) (2003), vue de l'installation au 4e Salon d'automne de Berlin, Théâtre Maxime Gorki, Berlin (octobre-novembre 2019).
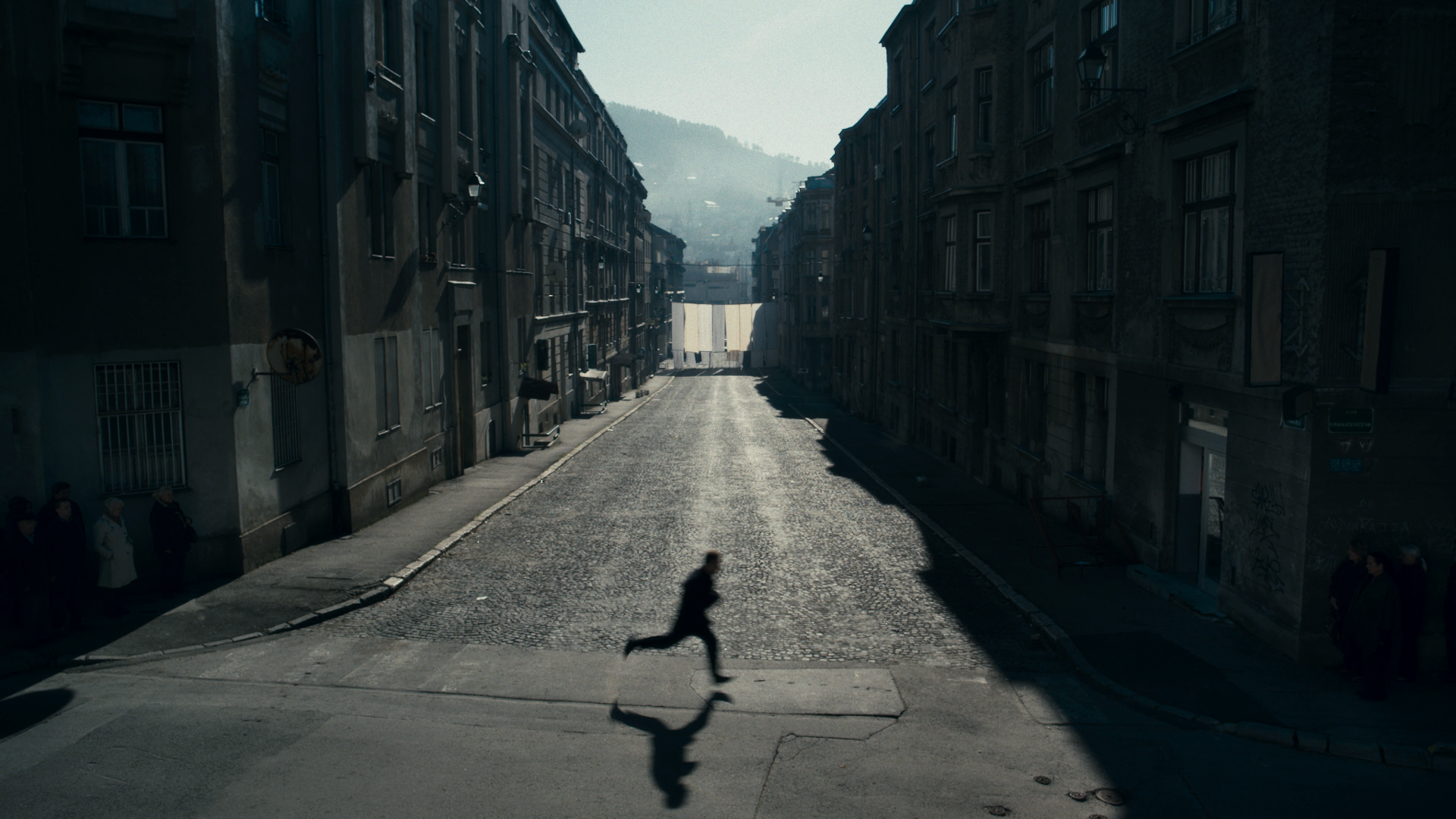
1395 Days Without Red (2011), image fixe.